# Casa Sant Quintí
La Casa Sant Quintí és una obra de Ripoll protegida com a Bé Cultural d'Interès Local.

## Descripció
Edifici format per planta baixa, dos pisos i altell. Entre aquest edifici i la pallissa hi ha un cos que desmereix la visió que es té de la façana principal. La teulada és a quatre aigües. La façana principal que dona a l'era o pati interior està arrebossada. Hi ha obertures que tenen els brancals de pedra picada tapats per l'arrebossat; l'accés a l'interior es fa per una arcada amb dovelles de pedra picada. La façana que dona a la carretera presenta en els baixos unes petites obertures amb brancals de pedra picada. El material constructiu són còdols. En un dels xamfrans hi ha, sota la teulada, un cos defensiu amb espitlleres, fet de maons, construït durant les guerres carlines del segle xix.
En aquesta casa s'hi ha fet obres de consolidació i rehabilitació, principalment a la façana que dona a la carretera i a la coberta. Les obres de condicionament estan a mig fer, l'interior està buit i es conserva únicament la carcassa.
Entre la casa i la carretera hi ha un jardí amb avets i altres espècies d'arbres.